# ملفين ليفيت
ملفين ليفيت (بالإنجليزية: Melvin Levett)‏ مواليد 25 أبريل 1976 في كليفلاند، هو لاعب كرة سلة أمريكي معتزل. بدأ مسيرته الاحترافية في سنة 1999. تم اختياره من قبل فريق ديترويت بيستونز خلال الدرافت. اعتزل اللعب في 2003. لعب مع هارلم غلوبتروترز ونادي سولنوكي أولاي لكرة السلة.

## روابط خارجية
- ملفين ليفيت على موقع سبورتس رفرنس (الإنجليزية)
- ملفين ليفيت على موقع كرة السلة الأوروبية.كوم (الإنجليزية)
- ملفين ليفيت على موقع كلية كرة السلة في سبورتس رفرنس.كوم (الإنجليزية)
- ملفين ليفيت على موقع ريلجم (الإنجليزية)
- ملفين ليفيت على موقع بروبوليرز (الإنجليزية)